# Frank De Winne

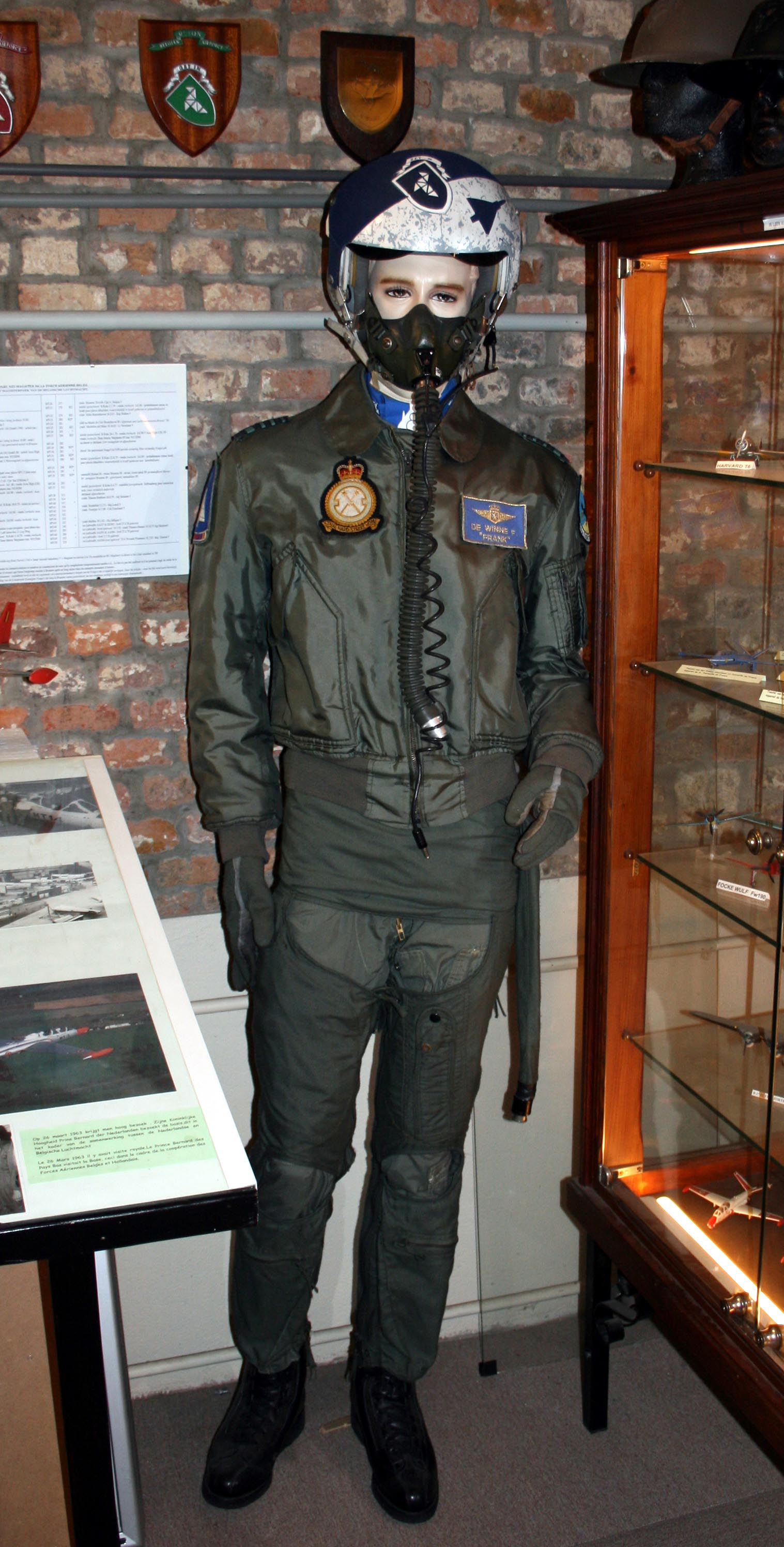
Frank De Winne űrrrepülés közben viselt ruhája egy belga múzeumban

Viscount De Winne Frank (Ledeberg, 1961, április 25.–) belga űrhajós, dandártábornok.

## Életpálya
1984-ben szerzett diplomát a Brüsszeli Királyi Katonai Akadémián (műszaki főiskola). 1991-ben a brüsszeli Védelmi Kollégiumban vezetői képzést kapott. 1992-ben az angol Tesztpilóta Iskolában kapott berepülő diplomát. 1996-tól Kaliforniában kapott berepülőpilóta képzést. A belga légierő vezető berepülőpilótája. 1998-ban a Balkánon 17 harci bevetést hajtott végre. Aktív szolgálati ideje alatt több mint 2300 órát repült Mirage 2000, F–16 Fighting Falcon, Panavia Tornado és SEPECAT Jaguar harcigépeken.
A belga BELSPO és az Európai Űrügynökség (ESA) közreműködésével került kiválasztásra. A második belga űrhajós (az első Dirk Frimout). 1998. október 19-től részesült űrhajóskiképzésben a Lyndon B. Johnson Űrközpontban, valamint a Jurij Gagarin Űrhajós Kiképző Központban. Két űrszolgálata alatt összesen 198 napot, 17 órát és 34 percet töltött a világűrben. 2012. augusztus 1-jén köszönt el az űrhajósoktól. Az első ESA űrhajós, aki az Nemzetközi Űrállomás (ISS) parancsnoka volt. Vezetője az ESA Kölni központjának.

## Űrrepülések
- Szojuz TMA–1 fedélzeti mérnöke. Szolgálata alatt 23 kísérletet végzett, valamint élettani és fizikai kutatást hajtott végre. Szojuz TM–34 fedélzetén tért vissza kiinduló bázisára. Első űrszolgálata alatt összesen 10 napot, 20 órát és 53 percet töltött a világűrben.
- Szojuz TMA–15 fedélzeti mérnöke, az ISS nemzetközi parancsnoka. Második, az első hosszútávú űrszolgálata alatt összesen 187 napot, 20 órát és 42 percet töltött a világűrben.

### Tartalék személyzet
STS–122 az Atlantis űrrepülőgép 29. repülésének idején tartalék fedélzeti mérnök.

## Kitüntetések
- Az első nem amerikai aki kiérdemelte a Joe Bill Dryden Semper Viper Award díjat (egy F–16-os gépet technikai hiba ellenére sikeresen Földre tette).
- 2002. december 20-án a belga királytól nemesi címet (vikomt) kapott.